# 常绿荚蒾
常绿荚蒾（学名：Viburnum sempervirens）是五福花科荚蒾属的植物，是中国的特有植物。分布在中国大陆的江西、广东、广西等地，生长于海拔100米至1,800米的地区，一般生于溪涧旁、山谷密林、疏林中以及丘陵地灌丛中，目前尚未由人工引种栽培。

## 别名
坚荚树（救荒本草）

## 异名
- Viburnum sempervirens K. Koch var. trichophorum Hand.-Mazz.